# Norma Ann Sykes
Norma Ann Sykes, med artistnamnet Sabrina, född 19 maj 1936 i Stockport i Cheshire, död 24 november 2016, var en brittisk sångerska, skådespelare i film och TV, modell, pinup-artist, kabaré- och konsertartist. Hon framträdde under åren 1954 till 1969, med glansåren 1955 till 1963.
Sykes föddes på Stepping Hill Hospital och hennes föräldrar var Annie och Walter Sykes. Uppgiften om hennes födelsedag har varierat, men bekräftats med kopia på födelsecertifikatet  till 19 maj 1936.
Hon bodde på 25 Buckingham Street i Stockport till tretton års ålder och gick på St George's School på Buxton Road. Redan som tolvåring hade hon stor byst och vann 19 maj 1948 "the junior breast stroke champion of Manchester".
Som tonåring hade Sykes polio i fyra år och låg två år på sjukhus. En misslyckad muskeloperation gjorde att hon nästan fick ett ben amputerat. Hennes högra ankel fick ett långt ärr. Det gjorde att hon oftast bar långa kjolar och senare vid fotograferingar dolde hon ärret på högerbenet. Daglig simträning i en uppvärmd bassäng på sjukhuset gjorde att hon fick vältränade arm- och benmuskler. Efter sjukhusvistelsen ville hon inte återvända till skolan, utan åkte 1951 till London för att söka arbete. Hon fick jobb som servitris i stadens utkant. Kommentarer om hennes kroppsmått gjorde att hon istället började arbeta som hushållerska.
Som sextonåring svarade Sykes på en annons om gratis modellfotografering i en liten ateljé. De tog nakenbilder på henne, men hon skämdes för det och återvände aldrig mer till den ateljén. Senare blev hon arresterad, när hon förstörde foton, som var utlagda för försäljning från den fotograferingen.
Alex Sterling, en känd brittisk glamourfotograf, fick se bilderna 1953 och övertalade henne att komma till hans studio. Han tog nya bilder, som spreds i Londons bildmagasin och hon började bli känd. En del fotografer tyckte hon var lite för rund om magen, så genom sträng diet fick hon sin smala midja. Herrtidningar som "Spick" och "Span" visade pinupbilder på henne. Bill Watts blev Sabrinas agent och hon skrev på ett femårskontrakt. Hon publicerades med pinupbilder, men också på flera vanliga tidningsomslag. Inga mer nakenbilder, för det behövde hon inte, för nu var hon känd.
År 1954 sökte TV-producenten producenten Billy Ward en söt tjej till Arthur Askeys TV-serie Before Your Very Eyes och Norma Sykes bilder skickades in av hennes agent, där de konkurrerade med 23 andra modeller. Hon fick rollen och tog artistnamnet Sabrina. I ett av avsnitten skulle hon säga "Doesn't it make you want to spit?" men hon sa något helt annat. Efteråt när reportrarna frågade henne varför hon sa fel, så svarade hon "I really don't know. I'm just a dumb blonde." och uttrycket "dum blondin" var fött. Nu följde en mängd uppträdanden och filminspelningar för den blonda aktrisen.
Sykes sammankopplades med en rad kändisar, som sångaren Johnnie Ray och även Frank Sinatra. Skådespelarna Sean Connery och Steve Cochran var också i tidningarna hennes tilltänkta partner.
År 1964 tröttnade Sykes på imagen som "dum blondin" och åkte till USA för att bli en seriös skådespelare. Istället gifte hon sig 1967, med en läkare från Beverly Hills, Harold Melsheimer, som aldrig tidigare hade hört talas om henne. Hon levde nu ett lyxliv med stor villa, sportbilar och en 40-fots yacht. De skildes 1977 efter ett stormigt äktenskap. Hon flyttade sedan till norra Hollywood och ett tidningsreportage 2002 gjorde gällande att det var i misär. Senare fick de dementera historien.

## Smeknamn
Som storbystad blondin, med supersmal midja och breda höfter, med kroppsmåtten 42½-18-36 ("½" var viktigt) (108-46-91 cm), fick hon flera smeknamn som:
- "The Hunchfront of Lime Grove"
- "The British Bosom"
- "The Careless Cleavage"
- "Britain's Jayne Mansfield"
- "Britain's finest hourglass"
- "England's Maid of the Mountains"
- "Queen of the Big Top"
- "The Juliet with the Built-in Balcony"
- "The average Englishman's Goddess of Glamour."

## Filmer
Hon fick inga stora talroller, utan mer för att visa upp sig och framföra förföriska dansnummer.
- Stock Car (1955) - Sabrina spelar Trixie i sin första film.
- Ramsbottom Rides Again (1956) - Engelsk parodi på westernfilmer.
- Skolflickorna slår till igen (1957) - Inga repliker från Sabrina som spelar Virginia.
- Just My Luck (1957) - Endast synlig ett ögonblick med en kort replik.
- "Before Your Very Eyes" (1958) - Med Arthur Askey.
- Make Mine a Million (1959) - Sabrina ger Arthur Askey en omskakning i sminkrummet.
- Satan in High Heels (1962) - Sabrina spelar sig själv och sjunger.
- House of Black Death (1965) - Sabrina i sexig djävulsk dans.
- The Phantom Gunslinger (1967) - Sabrina spelar Margie.
- Mountains of the Moon (1967) - Tarzanfilm där Sabrina spelar Milly.
- The Ice House (1969) - Sabrina blir mördad, ersatte Jayne Mansfield som dött i bilolycka.
- The Phantom Gunslinger (1970) - Westernfilm där hon står jämte Troy Donahue.

## Tidningar
Sykes har varit med i över 90 olika tidningar. Både som omslagsbild och med artiklar, som People 29 juni 1955, TV Mirror 13 oktober 1956 och Australasian Post 27 februari 1958 m.m.